# Простодушна љубов
„Простодушна љубов” је југословенски и македонски телевизијски филм из 1975. године. Режирао га је Димитар Христов а сценарио је написао Мето Јовановски.

## Улоге
| Глумац               | Улога     |
| -------------------- | --------- |
| Љубиша Трајковски    | Јане      |
| Катерина Крстева     | Николинка |
| Петар Стојковски     | Тасе      |
| Шенка Колозова       | Велинка   |
| Илија Струмениковски | Веле      |
| Методија Пендовски   | Општинар  |
| Васка Бошкова        | Госпојна  |
| Мара Георгиева       | Готвачка  |
| Димитар Костов       | Миле      |